# Information Research Department
O Information Research Department (IRD) (em português:  Departamento de Pesquisa e Informação, DPI) foi um departamento secreto de propaganda do governo do Reino Unido durante a Guerra Fria, criado para promover propaganda anti-comunista e apoiar secretamente políticos, intituições, acadêmicos, escritores e jornais anti-comunistas. Para cumprir seu objetivo de propaganda, este departamento utilizou de Fake News e documentos forjados para atacar socialistas e oponentes geopolíticos do Reino Unido, além de apoiar e colaborar com estados como a ditadura militar brasileira.
Logo após sua criação, o IRD deixou de se concentrar exclusivamente nos assuntos soviéticos e começou a publicar propaganda destinada a suprimir revoluções pró-independência na Ásia, África, Irlanda e no Oriente Médio. O IRD estava fortemente envolvido na publicação de livros, jornais, folhetos, periódicos e até mesmo criou editoras para atuar como frentes de propaganda, como a Ampersand Limited. Operando por 29 anos, o IRD é conhecido como o departamento de propaganda secreta ativo por mais tempo na história do governo britânico, o maior ramo do Ministério das Relações Exteriores do Reino Unido, e a primeira grande ofensiva de propaganda anglófona contra a URSS desde o final da Segunda Guerra Mundial.
O IRD promoveu o trabalho e colaborou diretamente com autores como Arthur Koestler, Bertrand Russell, Robert Conquest e George Orwell, gastando o equivalente a centenas de milhares de dólares para promover os trabalhos de Orwell. O autor teve seus livros como 1984 e Revolução dos Bichos secretamente promovidos e traduzidos em por mais de 20 idiomas pela instituição,  que também colaborou com o Departamento de Estado Americano e a CIA na promoção destes livros, o que teve uma grande influência positiva na reputação de Orwell. O departamento também secretamente colaborou com os jornais BBC, Globo e Reuters, o último estava recebendo o financiamento do governo britânico para fazer cobertura da  América Latina, na mesma época que o IRD deste mesmo governo colaborava com a ditadura militar.
O IRD fechou suas operações em 1977 depois que sua existência foi descoberta por jornalistas britânicos após uma investigação sobre uma grande quantidade de propaganda anti-soviética publicada por acadêmicos pertencentes ao St Antony's College, Oxford. Uma exposição publicada no The Guardian intitulada "Morte do Departamento que nunca existiu", tornou-se o primeiro reconhecimento público da existência do IRD.